# دهستان چهاردولی (شاهین‌دژ)
| دهستان چهاردولی | دهستان چهاردولی |
| --------------- | --------------- |
|                 |                 |
| اطلاعات         |                 |
| کشور:           | ایران           |
| استان:          | آذربایجان غربی  |
| شهرستان:        | شاهین‌دژ         |
| بخش:            | بخش کشاورز      |
| دهستان:         | چهاردولی        |
| مرکز دهستان:    | صورین           |
| جمعیت: ۱۳۸۵     | ۶۳۵۳            |
| تعداد آبادی:    | ۳۴              |
| پیش‌شماره‌تلفن:   | ۰۴۸۲            |
| وبگاه:          | چهاردولی        |

دهستان چهاردولی، دهستانی از توابع بخش کشاورز در شهرستان شاهین‌دژ، واقع در استان آذربایجان غربی است.
مرکز این دهستان، روستای صورین است

## جمعیت
طبق سرشماری سال ۱۳۸۵، تعداد ۱۳۲۴ خانوار شامل ۶۳۵۳ نفر در این دهستان ساکن بوده‌اند که از این تعداد ۳۰۸۶ نفر مرد و ۳۲۶۷ نفر آن‌ها زن بودند.

## تقسیمات کشوری
تقسیمات کشوری این دهستان، بنابرآنچه در نتایج آمارگیری سرشماری سال ۱۳۸۵ کل کشور آمده‌است، بر حسب روستا به شرح زیر است: